# 4형 보병전차 A22 처칠
4형 보병전차 A22 처칠(Infantry tank Mk IV (A22) Churchill)는 제2차 세계 대전 당시 영연방이 운용하던 보병전차다. 4형 보병전차 처칠은 영국군 보병전차 중 성능이 가장 우수한 전차이다.

## 역사
영국군은 프랑스 공방전과 북아프리카 전역에서 독일군  4호 전차 또는 88mm Flak 36 대전차포/대공포 에 마틸다 보병전차가 당하는 것을 보고 1942년 처칠전차를 개발하게 되었다. 당시 주력 보병전차인 발렌타인 전차가 있었지만 독일 중(重)전차를 상대할 수 없어 생산하게 되었다.  독일군 전차에게 충분히 대항할 수 있도록 75mm 포 또는 좀 더 강력한 57mm 6파운드 대전차포를 장착하였고 그 후 독일군 벙커에 타격을 주기 위해 화염방사기(처칠 크로커다일) 또는 대구경 박격포(처칠 AVRE)를 장착하게 됐다. 기동력은 당시 영국군 주력인 크롬웰 전차보다 좋지 않았지만 파생형인 Mk.VII는 티거1 전차에 충분히 대항하도록 전면장갑이 150mm나 되었다.

## 활약

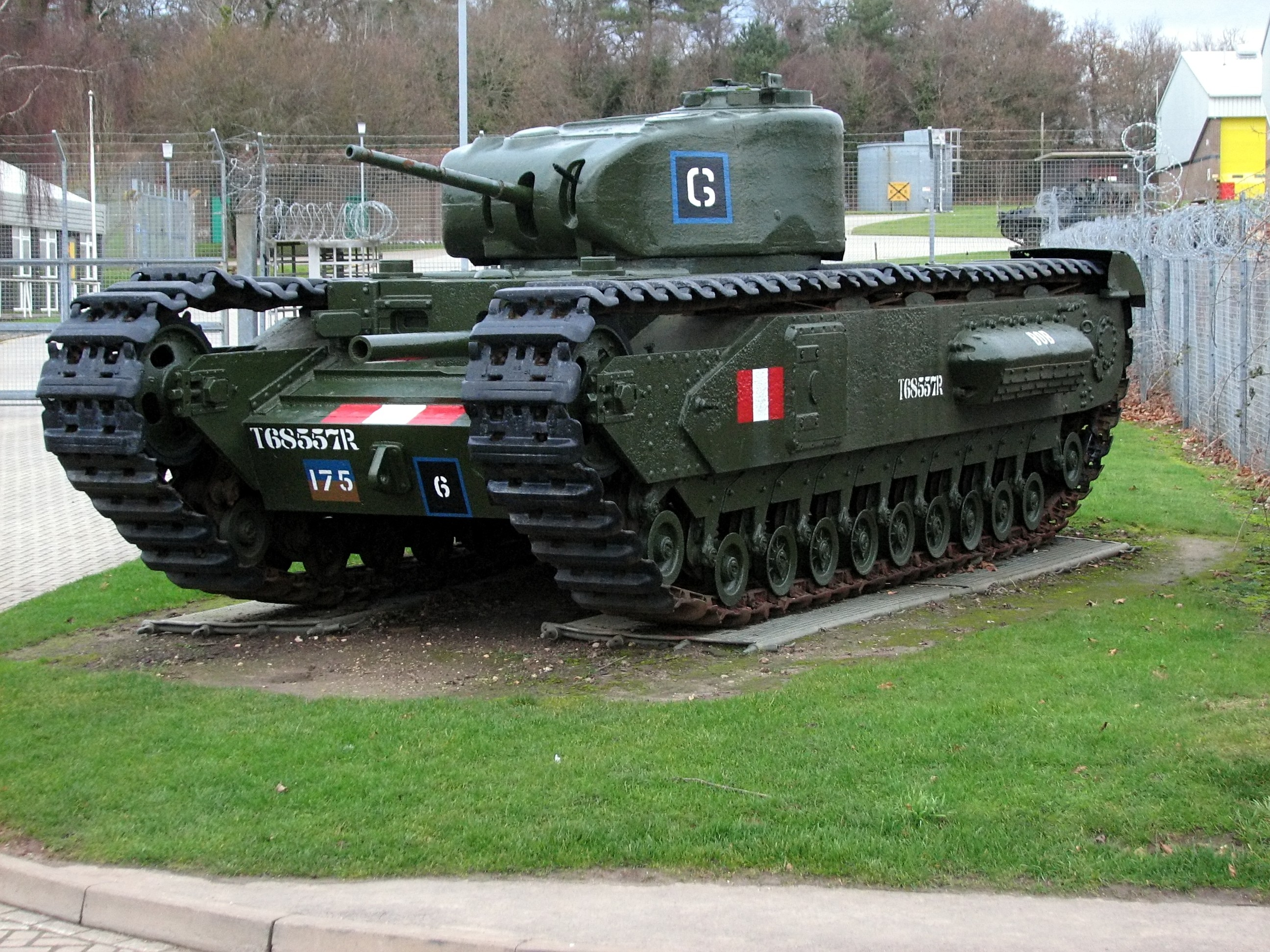
처칠 전차

처칠전차는 디에프 상륙작전에서 참패를 당했고 같은 연합군 전차인 M4 셔먼랑 비교했을 때는 활약을 별로 하지 않았다. 하지만 말기에  북아프리카 전선에 투입되었을 때 많은 활약(6파운더(57mm)탄 3발로 131호 티거1 전차를 무력화 시켜 노획하는데 성공한 사례도 있다.) 을 하였고 그 후 노르망디 상륙작전에 투입되어서 종전까지 사용되었다. 그 후 한국전쟁 때 크롬웰 전차와 함께 영국군 주력으로 사용하였고 1952년까지 영국 육군에서는 이 전차를 사용하였다. 이중 일부가 소비에트 연방에 공여되어 마틸다 보병전차와 다르게 독소전쟁에서 많은 활약을 하였으나 종전 후 소비에트 연방은 이 전차가 반공주의자 윈스턴 처칠의 이름을 사용했다고 해서 전량 폐기하였다.처칠 Mk.I,처칠 Mk.II,처칠 Mk.III,처칠 Mk.IV,처칠 Mk.V,처칠 Mk.VI,처칠 Mk.VII, 마지막으로 블랙 프린스가 있다.

## 파생형
처칠전차의 파생형은 처칠 Mk.I,처칠 Mk.II,처칠 Mk.III,처칠 Mk.IV,처칠 Mk.V,처칠 Mk.VI,처칠 Mk.VII, 블랙 프린스,290mm 박격포를 장착한 처칠 AVRE(공병전차) 와 화염방사가 가능한 처칠 크로커다일, 처칠 가교전차,3인치(76.2mm) 건 캐리어, 처칠 ARV (구난전차) 가 있었다.

## 같이 보기
- 영국 전차의 역사
- 2형 보병전차 A12 마틸다 2
- KV 전차
- 6호 전차 티거 1
- 6호 전차 B형 티거 2